# Beaufort-en-Vallée

Beaufort-en-Vallée este o comună în departamentul Maine-et-Loire, Franța. În 2009 avea o populație de 6,250 de locuitori.